# Abdoulie Ceesay (Politiker)
Abdoulie Ceesay (* 10. April 1984 in Wellingara) ist ein gambischer Politiker.

## Leben
| Parlamentswahl | Stimmen | Stimmanteil |
| -------------- | ------- | ----------- |
| 2017           | 3.961   | 28,22 %     |
| 2022           | 5.411   | 31,88 %     |

Ceesay, Sohn eines Lehrers, ist Sozialarbeiter und Entwicklungshelfer. Auch ist er Gründer einer Wohltätigkeitsstiftung, die die Ausbildung von Kindern unterstützt. Er arbeitete, bevor er Politiker wurde, für eine internationale Nichtregierungsorganisation und war nie in der Politik tätig gewesen. Er ist Vater von drei Kindern und sagt, seine Gemeinde habe ihn zum Wahlkampf gedrängt.
Er trat bei der Wahl zum Parlament 2017 als Kandidat der United Democratic Party (UDP) im Wahlkreis Old Yundum in der West Coast Administrative Region an. Mit 28,22 % konnte er den Wahlkreis vor Ousman Gaye (APRC) und Ali Nget (GDC) für sich gewinnen. Nach der Wahl gehört Ceesay dem parlamentarischen Jugendausschuss (parliamentary youth caucus) als Sekretär an.
Im November 2019 entließ die UDP acht im Parlament vertretende Parteimitglieder aus ihrer Partei. Das informierte Parlament stuft die Parlamentarier von nun an, darunter auch Ceesay, als unabhängige Abgeordnete ein.
Bei den Parlamentswahlen 2022 erreichte Ceesay als Kandidat der National People’s Party (NPP) erneut die meisten Stimmen im Wahlkreis Old Yundum und wurde Mitglied der 6. Gambischen Nationalversammlung.